# Фантомас срещу Скотланд Ярд
„Фантомас срещу Скотланд Ярд“ (на френски: Fantômas contre Scotland Yard) е френско-италианска криминална кинокомедия от 1967 г. на френския кинорежисьор Андре Юнебел. Сценарият е на Пиер Сувестър и Марсел Ален като пародия по едноименните им приключенски романи. Главната роля на Фантомас и журналиста Фандор се изпълнява от френския киноартист Жан Маре. В ролята на комисар Жюв е френският актьор Луи дьо Фюнес. В ролята на Елен участва френската киноактриса Милен Дьомонжо. Това е третият филм от трилогията за Фантомас.

## Сюжет
Внимание:  Текстът по-долу разкрива сюжета на произведението (или части от него)!
Известният шотландски лорд Едуард Макрашли поканва в своя замък застрахователния агент Уолтър Браун, за да си направи застраховка „живот“. Но се оказва, че зад маската на Уолтър Браун е злодеят Фантомас. Фантомас е решил да въведе „данък живот“ за десетте най-богати личности и за десетте най-големи мафиоти в света. Комисар Жюв спешно заминава за Англия и чрез Скотланд Ярд започва да преследва престъпника...

## В ролите
| Изпълнител       | Роля                                                       |
| ---------------- | ---------------------------------------------------------- |
| Жан Маре         | Фантомас, журналиста Фандор, Уолтър Браун, главар на банда |
| Луи дьо Фюнес    | комисар Жюв                                                |
| Милен Дьомонжо   | Елен                                                       |
| Жак Динам        | инспектор Мишел Бертран                                    |
| Анри Сер         | Андре Бертие                                               |
| Жан Роже Косимон | Лорд Мак-Решли                                             |
| Франсоаз Кристоф | Лейди Дороти Мак-Решли                                     |
| Андре Дюма       | Том Смит                                                   |
| Робер Далбан     | редактор на вестник „Расвет“                               |
| Жан Озен         | Алберт                                                     |
| Доминик Зарди    | пилот на самолета                                          |
| Раймон Пелегрен  | гласът на Фантомас                                         |